# Prefectura Nagano
Prefectura Nagano (長野県 Nagano-ken?) este una din prefecturile din Japonia.

## Geografie

Harta prefecturii Nagano

### Municipii
Prefectura cuprinde 19 localități cu statut de municipiu (市):
| - Azumino - Chikuma - Chino - Iida - Iiyama | - Ina - Komagane - Komoro - Matsumoto - Nagano (centrul prefectural) | - Nakano - Okaya - Ōmachi - Saku - Shiojiri | - Suwa - Suzaka - Tōmi - Ueda |

1. ↑  6.行政、政治等の記録 < NPO長野県図書館等協働機構／信州地域史料アーカイブ(ADEAC) (în japoneză), arhivat din original la |archive-url= necesită |archive-date= (ajutor)